# VIe législature de la Troisième République française
La VIe législature de la Troisième République française est un cycle parlementaire qui s'ouvre le 15 octobre 1893 et se termine le 31 mai 1898.

## Composition de l'exécutif
Président de la République : 
- Sadi Carnot (1887-1894)
- Jean Casimir-Perier (1894-1895)
- Félix Faure (1895-1899)

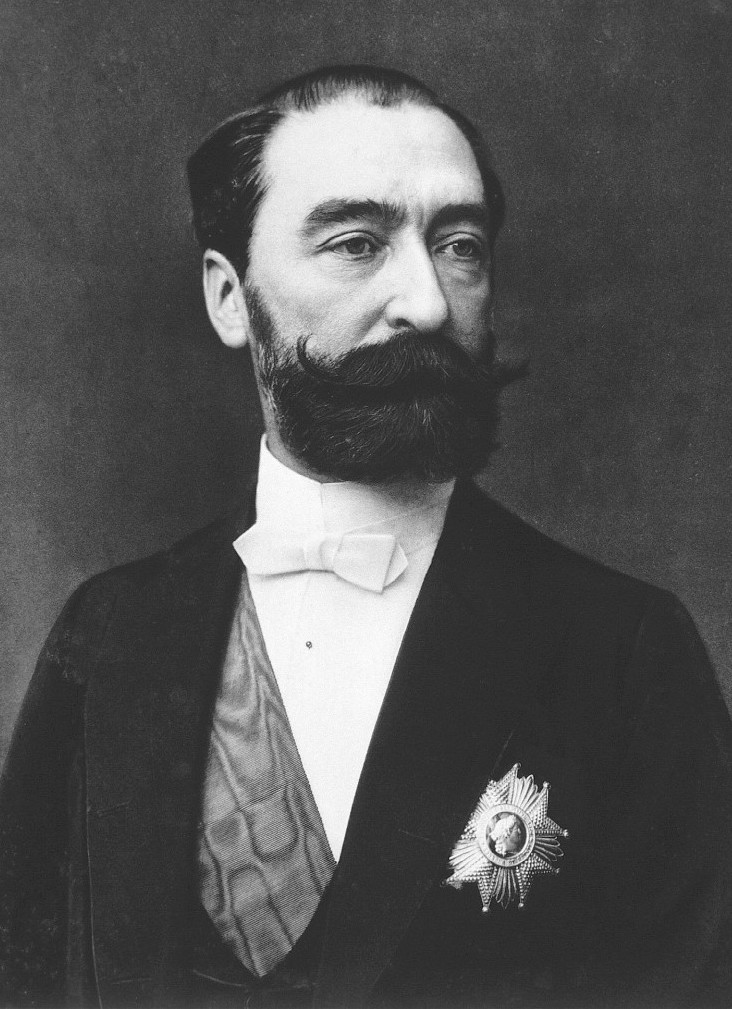
Sadi Carnot
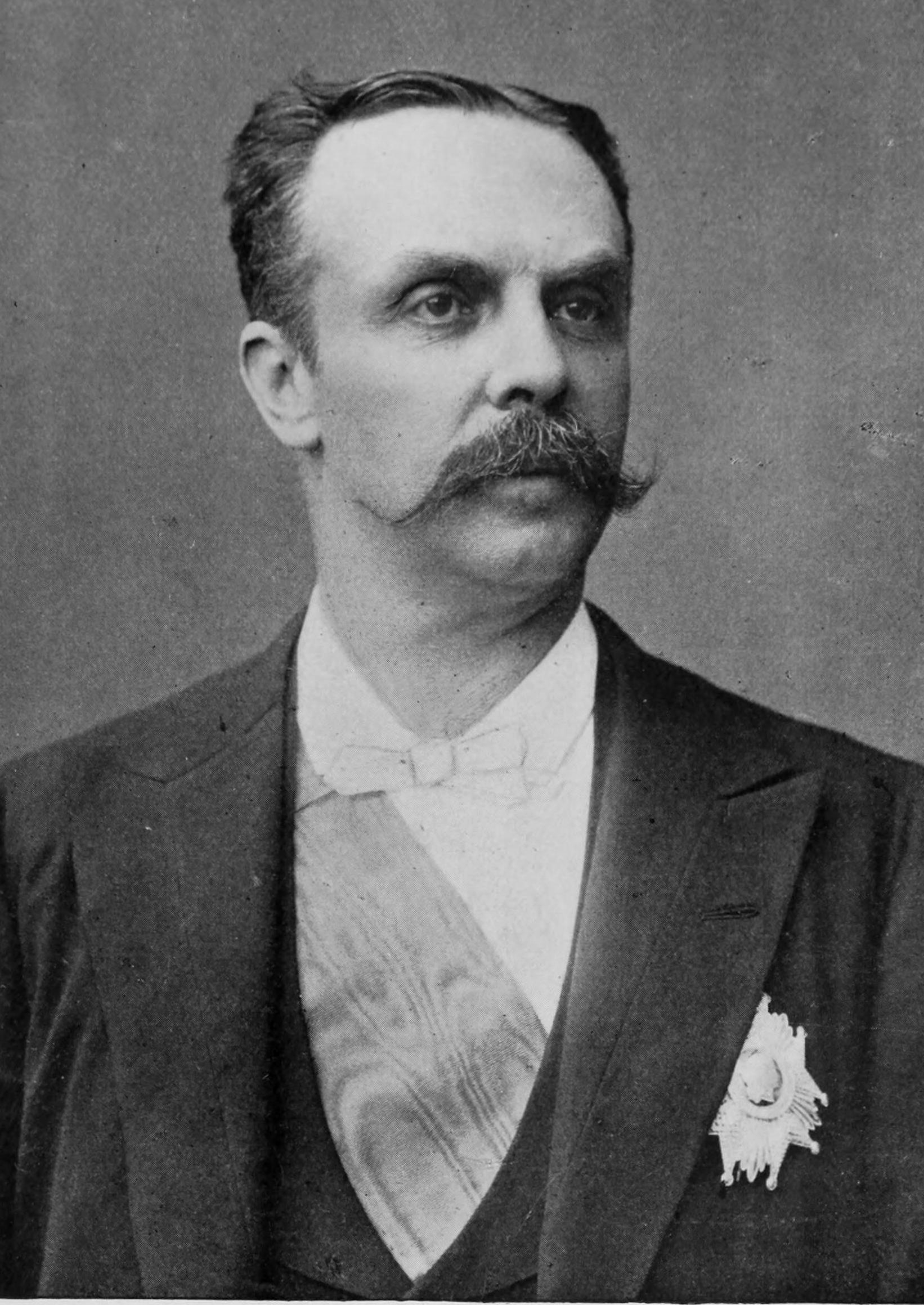
Jean Casimir-Perier
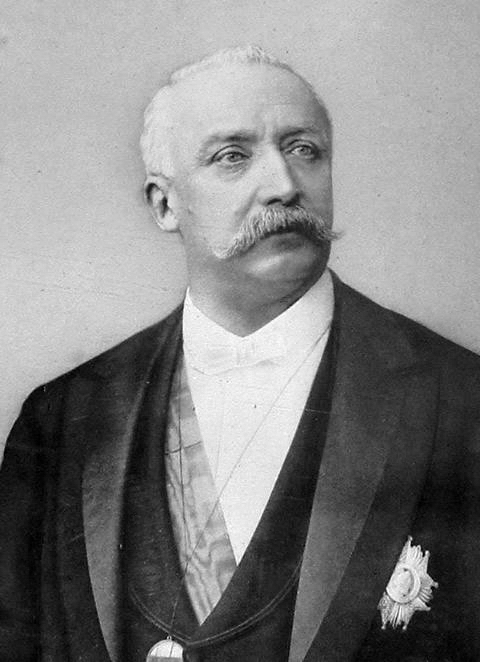
Félix Faure

Président de la Chambre des députés : 
- Jean Casimir-Perier (1893)
- Charles Dupuy (1893-1894)
- Jean Casimir-Perier (1894)
- Auguste Burdeau (1894)
- Henri Brisson (1894-1898)

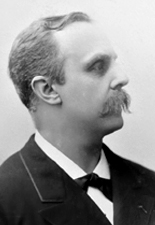
Jean Casimir-Perier
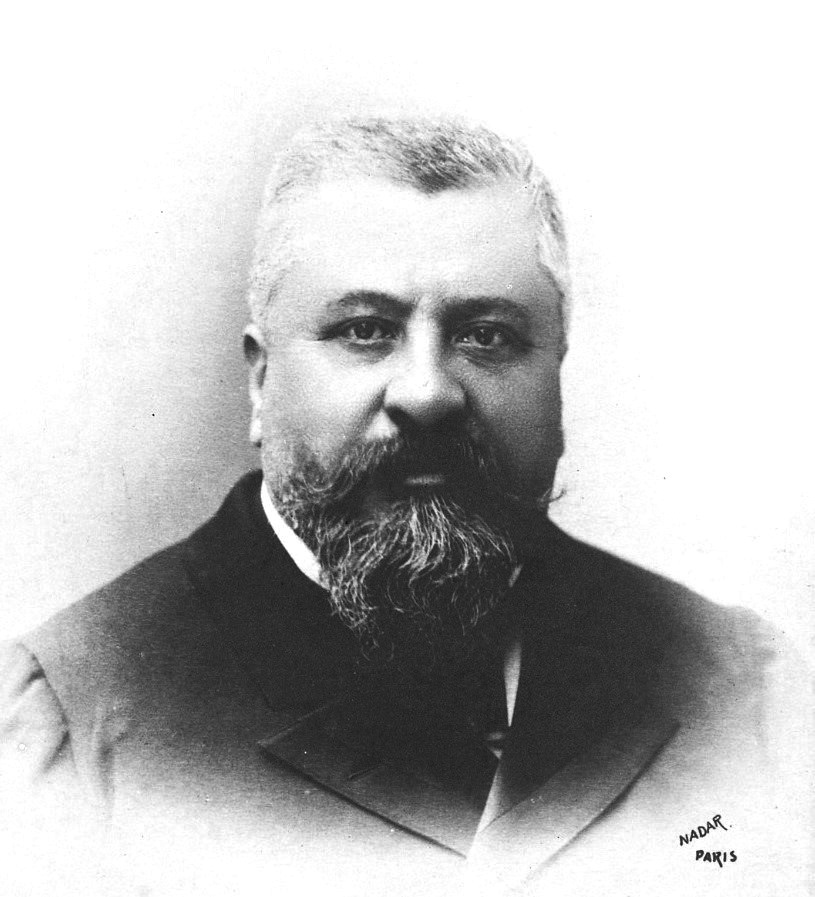
Charles Dupuy
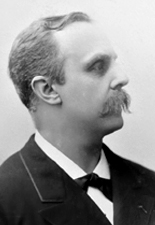
Jean Casimir-Perier
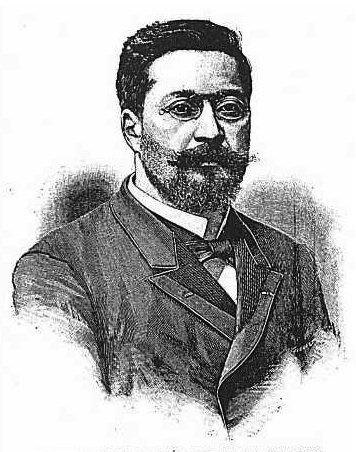
Auguste Burdeau
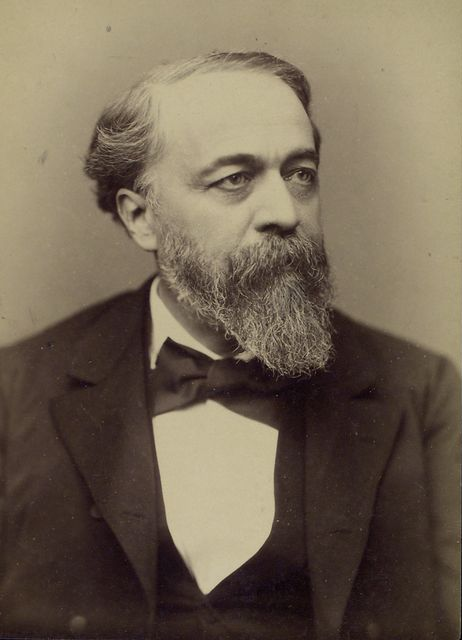
Henri Brisson

| Gouvernement | Gouvernement        | Gouvernement                     | Dates (Durée)                                        | Président du Conseil                                | Composition initiale                  |
| ------------ | ------------------- | -------------------------------- | ---------------------------------------------------- | --------------------------------------------------- | ------------------------------------- |
| 1            | Jean Casimir-Perier | Gouvernement Jean Casimir-Perier | du 3 décembre 1893 au 22 mai 1894 (170 jours)        | Jean Casimir-Perier (Républicain de gouvernement)   | 10 ministres                          |
| 2            | Charles Dupuy       | Gouvernement Charles Dupuy (2)   | du 30 mai 1894 au 25 juin 1894 (26 jours)            | Charles Dupuy (Républicain de gouvernement)         | 10 ministres                          |
| 2            | Charles Dupuy       | Gouvernement Charles Dupuy (3)   | du 1er juillet 1894 au 15 janvier 1895 (198 jours)   | Charles Dupuy (Républicain de gouvernement)         | 11 ministres                          |
| 3            | Alexandre Ribot     | Gouvernement Alexandre Ribot (3) | du 26 janvier 1895 au 28 octobre 1895 (275 jours)    | Alexandre Ribot (Républicain de gouvernement / ULR) | 11 ministres                          |
| 4            | Léon Bourgeois      | Gouvernement Léon Bourgeois      | du 1er novembre 1895 au 23 avril 1896 (174 jours)    | Léon Bourgeois (Gauche radicale)                    | 11 ministres                          |
| 5            | Jules Méline        | Gouvernement Jules Méline        | du 29 avril 1896 au 28 juin 1898 (2 ans et 60 jours) | Jules Méline (Républicain de gouvernement)          | 11 ministres 1 sous-secrétaire d'État |

## Composition de la Chambre des députés

### Composition en début de législature
|                          |                          |                              |         |  |
| Groupe parlementaire     | Groupe parlementaire     | Groupe parlementaire         | Députés |  |
| Groupe parlementaire     | Groupe parlementaire     | Groupe parlementaire         | Total   |  |
|                          | RG                       | Républicains de gouvernement | 311     |  |
|                          | GP                       | Gauche progressiste          | 92      |  |
|                          | D                        | Union libérale des Droites   | 58      |  |
|                          | US                       | Union socialiste             | 40      |  |
|                          | DR                       | Droite républicaine          | 35      |  |
|                          | EXG                      | Extrême gauche               | 30      |  |
|                          | N                        | Groupe nationaliste          | 15      |  |
|                          |                          |                              |         |  |
| Total des sièges pourvus | Total des sièges pourvus | Total des sièges pourvus     | 581     |  |

#### Composition détaillée
| Bloc            | Groupes | Groupes                      | Tendances                                | Tendances                          | Tendances |
| --------------- | ------- | ---------------------------- | ---------------------------------------- | ---------------------------------- | --------- |
| Républicain 508 |         | Union socialiste             |                                          | Parti ouvrier français             | 5         |
| Républicain 508 |         | Union socialiste             | Comité révolutionnaire central           | 5                                  |           |
| Républicain 508 |         | Union socialiste             | Parti ouvrier socialiste révolutionnaire | 5                                  |           |
| Républicain 508 |         | Union socialiste             | Socialistes indépendants                 | 18                                 |           |
| Républicain 508 |         | Union socialiste             | Radicaux-socialistes                     | 7                                  |           |
| Républicain 508 |         | Extrême gauche               |                                          | Radicaux-socialistes               | 30        |
| Républicain 508 |         | Gauche progressiste          |                                          | Républicains radicaux              | 92        |
| Républicain 508 |         | Républicains de gouvernement |                                          | Association nationale républicaine | 284       |
| Républicain 508 |         | Républicains de gouvernement | Union libérale républicaine              | 27                                 |           |
| Républicain 508 |         | Droite républicaine          |                                          | Monarchistes ralliés               | 35        |
| Monarchiste 58  |         | Union libérale des Droites   |                                          | Monarchistes et cléricaux          | 58        |
| Nationaliste 15 |         | Nationaliste                 |                                          | Socialistes révisionnistes         | 5         |
| Nationaliste 15 |         | Nationaliste                 | Boulangistes révisionnistes              | 10                                 |           |
| Total :         | Total : | Total :                      | Total :                                  | Total :                            | 581       |

### Composition en fin de législature
|                          |                          |                              |         |  |
| Groupe parlementaire     | Groupe parlementaire     | Groupe parlementaire         | Députés |  |
| Groupe parlementaire     | Groupe parlementaire     | Groupe parlementaire         | Total   |  |
|                          | RG                       | Républicains de gouvernement | 264     |  |
|                          | GP                       | Gauche progressiste          | 99      |  |
|                          | D                        | Union libérale des Droites   | 61      |  |
|                          | UP                       | Union progressiste           | 45      |  |
|                          | US                       | Union socialiste             | 41      |  |
|                          | RS                       | Radical-socialiste           | 30      |  |
|                          | DR                       | Droite républicaine          | 27      |  |
|                          | N                        | Groupe nationaliste          | 14      |  |
|                          |                          |                              |         |  |
| Total des sièges pourvus | Total des sièges pourvus | Total des sièges pourvus     | 581     |  |

#### Composition détaillée
| Bloc            | Groupes | Groupes                      | Tendances                                         | Tendances                          | Tendances |
| --------------- | ------- | ---------------------------- | ------------------------------------------------- | ---------------------------------- | --------- |
| Républicain 506 |         | Union socialiste             |                                                   | Parti ouvrier français             | 7         |
| Républicain 506 |         | Union socialiste             | Comité révolutionnaire central                    | 6                                  |           |
| Républicain 506 |         | Union socialiste             | Parti ouvrier socialiste révolutionnaire          | 2                                  |           |
| Républicain 506 |         | Union socialiste             | Fédération des travailleurs socialistes de France | 1                                  |           |
| Républicain 506 |         | Union socialiste             | Socialistes indépendants                          | 18                                 |           |
| Républicain 506 |         | Union socialiste             | Radicaux-socialistes                              | 7                                  |           |
| Républicain 506 |         | Radical-socialiste           |                                                   | Radicaux-socialistes               | 30        |
| Républicain 506 |         | Gauche progressiste          |                                                   | Républicains radicaux              | 99        |
| Républicain 506 |         | Union progressiste           |                                                   | Républicains gambettistes          | 45        |
| Républicain 506 |         | Républicains de gouvernement |                                                   | Association nationale républicaine | 234       |
| Républicain 506 |         | Républicains de gouvernement | Union libérale républicaine                       | 30                                 |           |
| Républicain 506 |         | Droite républicaine          |                                                   | Monarchistes ralliés               | 27        |
| Monarchiste 61  |         | Union libérale des Droites   |                                                   | Monarchistes et cléricaux          | 61        |
| Nationaliste 14 |         | Nationaliste                 |                                                   | Socialistes révisionnistes         | 5         |
| Nationaliste 14 |         | Nationaliste                 | Boulangistes révisionnistes                       | 9                                  |           |
| Total :         | Total : | Total :                      | Total :                                           | Total :                            | 581       |